# Греко-римская борьба на летних Олимпийских играх 1932 — до 61 кг
Соревнования по греко-римской борьбе в рамках Олимпийских игр 1932 года в полулёгком весе (до 61 килограмма) прошли в Лос-Анджелесе с 4 по 7 августа 1932 года в Grand Olympic Auditorium.
Турнир проводился по системе с начислением штрафных баллов. За чистую победу штрафные баллы не начислялись, за победу по очкам борец получал один штрафной балл, за поражение — три штрафных балла. Борец, набравший пять штрафных баллов, из турнира выбывал.  Тот круг, в котором число оставшихся борцов становилось меньше или равно количеству призовых мест, объявлялся финальным, и борцы, вышедшие в финал, проводили встречи между собой. В случае, если они уже встречались в предварительных встречах, такие результаты зачитывались. Схватка по регламенту турнира продолжалась 20 минут.
В легчайшем весе боролись всего 8 участников. Соревнования в этом весе стали примером несовершенства системы штрафных баллов в борьбе. Несмотря на то, что Вольфганг Эрль победил во всех встречах, включая встречу с Джованни Гоцци, он остался лишь серебряным призёром. Дело в том, что Эрль, победив в пяти встречах, в каждой из них получал по одному штрафному очку, так как не побеждал чисто. А Гоцци из пяти встреч в двух победил чисто, одну пропустил (соперник снялся с соревнований) и в четвёртой проиграл Эрлю по очкам, набрав всего 3 штрафных балла, а Эрль после этой встречи имел уже четыре. Таким образом, в финальном круге борьба шла только за второе место, так как Эрль проигрывал Гоцци по штрафным баллам и уже встречался с ним, а ещё один претендент Лаури Коскела, имея те же три штрафных балла, что и Гоцци, уже проиграл Гоцци в личной встрече.

## Призовые места
- Джованни Гоцци
- Вольфганг Эрль
- Лаури Коскела

## Первый круг
| Штрафных баллов | Участник 1     | Результат   | Участник 2     | Штрафных баллов |
| --------------- | -------------- | ----------- | -------------- | --------------- |
| 1               | Киёси Касэ     | По очкам    | Кристиан Шак   | 3               |
| 1               | Индржих Маудр  | По очкам    | Оскар Линделёф | 3               |
| 1               | Вольфганг Эрль | По очкам    | Эдён Зомбори   | 3               |
| 0               | Джованни Гоцци | Туше (0:58) | Лаури Коскела  | 3               |

## Второй круг
| Штрафных баллов | Участник 1     | Результат    | Участник 2     | Штрафных баллов |
| --------------- | -------------- | ------------ | -------------- | --------------- |
| 1               | Индржих Маудр  | Туше (10:25) | Киёси Касэ     | 3               |
| 2               | Вольфганг Эрль | По очкам     | Оскар Линделёф | 6               |
| 3               | Лаури Коскела  | Туше (7:15)  | Эдён Зомбори   | 6               |
| 0               | Джованни Гоцци | Неявка       | Кристиан Шак   | 6               |

## Третий круг
| Штрафных баллов | Участник 1     | Результат    | Участник 2    | Штрафных баллов |
| --------------- | -------------- | ------------ | ------------- | --------------- |
| 0               | Джованни Гоцци | Туше (16:20) | Киёси Касэ    | 6               |
| 3               | Вольфганг Эрль | По очкам     | Индржих Маудр | 4               |
| 3               | Лаури Коскела  | Пропускал    |               |                 |

## Четвёртый круг
| Штрафных баллов | Участник 1     | Результат    | Участник 2     | Штрафных баллов |
| --------------- | -------------- | ------------ | -------------- | --------------- |
| 3               | Лаури Коскела  | Туше (11:07) | Индржих Маудр  | 7               |
| 4               | Вольфганг Эрль | По очкам     | Джованни Гоцци | 3               |

## Финал
| Штрафных баллов | Участник 1     | Результат | Участник 2    | Штрафных баллов |
| --------------- | -------------- | --------- | ------------- | --------------- |
|                 | Вольфганг Эрль | По очкам  | Лаури Коскела |                 |